# Lisa Ann Walter
Lisa Ann Walter (Silver Spring, 3 de agosto de 1963) é uma atriz, comediante, produtora, jurada e escritora norte-americana. 
Em 1996, participou do filme Eddie interpretando a melhor amiga da protagonista, vivida por Whoopi Goldberg. Dois anos depois, ficou conhecida pelo público ao interpretar a governanta de Dennis Quaid e das gêmeas vividas por  Lindsay Lohan em  The Parent Trap. Anos mais tarde, participou das comédias Bruce Almighty, atuando ao lado de Jim Carrey e Jennifer Aniston, e Shall We Dance? com Richard Gere, Jennifer Lopez e Susan Sarandon. Participou também de filmes como War of the Worlds (com Tom Cruise e Dakota Fanning), Room 6 e Drillbit Taylor.
Lisa também foi jurada de diversos realitys shows musicais, tais como The Next Best Thing: Who Is the Greatest Celebrity Impersonator?. 
Ela também foi uma das ganhadoras da edição do reality-game O Elo Mais Fraco. Em 2011, ela participou da série  Rizzoli & Isles em um inédito papel dramático,  intepretando JJ, uma instrutora de balé.
Seu livro de memórias em quadrinhos, "A melhor coisa sobre minha bunda é que é atrás de mim" foi publicado em maio de 2011. 
Lisa reside em Los Angeles com seus quatro filhos: Jordan, Delia e os gêmeos Simon e Spencer. Entre 2011 a 2014, ela teve seu próprio talk show na rádio K1, de Los Angeles. Porém preferiu continuar investindo em sua carreira de atriz.
Atualmente, está no sitcom estadunidense Abbott Elementary como a professora durona porém amável Melissa Schemmenti.